# Martin van den Brink
Pour les articles homonymes, voir van den Brink.
Martin van den Brink, né le 23 juillet 1970 à Ede, est un pilote de rallye-raid néerlandais, spécialiste des courses de camions. Depuis 2009, il participe chaque année au rallye Dakar dont il termine troisième en 2023.
Son fils Mitchel est également pilote camion sur le rallye Dakar depuis 2021.

## Biographie
Au rallye Dakar 2017, Martin van den Brink remporte la 2éme et la 8éme étape.

## Palmarès

### Résultats au Rallye Dakar
| Année | Catégorie | Marque  | Position          | Victoires d'étapes |
| ----- | --------- | ------- | ----------------- | ------------------ |
| 2009  | Camion    | Ginaf   | 12e               | -                  |
| 2010  | Camion    | Ginaf   | 35e               | -                  |
| 2011  | Camion    | Ginaf   | 11e               | -                  |
| 2012  | Camion    | Ginaf   | 13e               | -                  |
| 2013  | Camion    | Ginaf   | 11e               | -                  |
| 2014  | Camion    | Ginaf   | 20e               | -                  |
| 2015  | Camion    | Renault | 17e               | -                  |
| 2016  | Camion    | Renault | Abd. (2éme étape) | -                  |
| 2017  | Camion    | Renault | 35e               | 2                  |
| 2018  | Camion    | Renault | Abd. (4éme étape) | -                  |
| 2019  | Camion    | Renault | Abd. (3éme étape) | -                  |
| 2020  | Camion    | Renault | 23e               | -                  |
| 2021  | Camion    | Renault | 8e                | -                  |
| 2022  | Camion    | Iveco   | 6e                | -                  |
| 2023  | Camion    | Iveco   | 3e                | 1                  |
| 2024  | Camion    | Iveco   | 19e               | -                  |

## Autres résultats
- 2016 : 5 victoires d'étapes au Rallye de la Route de la Soie